# Yamanouchi
Yamanouchi (jap. 山ノ内町 Yamanouchi-machi) – miasto w Japonii, na wyspie Honsiu, w prefekturze Nagano. Według danych na rok 2020 miejscowość zamieszkiwało 11 352 mieszkańców , a gęstość zaludnienia wyniosła 42,7 os./km².